# Омен (фільм, 2006)
«Омен» (англ. The Omen, досл. «знак») — американський трилер 2006 року. Ремейк однойменного фільму Річарда Доннера 1976 року.

## Сюжет
Багато хто вірить, що в апокаліпсисі передбачено жахливе майбутнє людства: з'явиться антихрист, який несе на собі печатку «666» — знак апокаліптичного звіра. Роберта Торна (Шрайбер), американського дипломата, не цікавлять похмурі пророцтва. Його дружина Кетрін (Стайлз) перенесла важкі роди і ще не знає, що її дитина померла. Священик лікарні показує Торну інше немовля і радить дипломату видати хлопчика за свого сина. Через п'ять років Торн стає свідком дивних і трагічних подій, пов'язаних з маленьким Демієном. Врешті-решт він розуміє, що виховує антихриста.
Римейк знаменитого «сатанинського» фільму Річарда Доннера 1976 р., який мав три продовження. Режисер Джон Мур — великий прихильник старої стрічки. «Зараз особливо важливо нагадати людям, що зло — це не концепція і не теорія, — вважає він. — У нього людське обличчя, і воно проявляє себе крізь дії людини».
Джулія Стайлз була єдиною кандидаткою Мура на роль Кетрін Торн. Це був персонаж, якого найбільше потрібно було осучаснити. У новому фільмі Кетрін — сучасна молода жінка, яка живе в чужій країні і не має там друзів. З щасливої, впевненої в собі дружини дипломата вона перетворюється на божевільну матір, яку переповнюють сумніви і страхи. Стайлз ідея «Омена» налякала, однак концепція образу здалась їй цікавою. Шрайбер був головним кандидатом на роль Торна. «Омена» актор порівнює з п'єсами Шекспіра — його найбільше зацікавили в сюжеті теми довіри й вірності.
Виконавиця ролі місіс Бейлок Міа Ферроу свого часу зіграла головну роль у ще знаменитішому «сатанинському» фільмі «Дитина Розмарі». Актрису зацікавила можливість зіграти по-справжньому негативний персонаж. Якраз перед початком зйомок Стайлз і Ферроу грали дочку й матір в п'єсі «Fran's Bed».
Демієна грає дебютант Дейві-Фіцпатрік, у якого виявися потрібний Муру особливий погляд. Хлопчик справив на режисера сильне враження, коли під час кастингу його зняли на гойдалці поряд зі страшним чорним ротвейлером. Кадри вийшли настільки вдалими, що їх використали в першому рекламному ролику стрічки. Щоб взаємодіяти з юним актором, Мур вигадав щось на кшталт коду з кількох слів, які передавали його наміри.
Режисер та головний оператор Джонатан Села підкреслили нарощування загрози за допомогою гри світлом й тінню. В ключовій сцені падіння Кетрін з балкона використали камеру з особливою насадкою, яка може розтягувати і поглинати рухи. Стайлз спочатку побоювалась робити цей трюк: їй здалось підозрілим, що сцену роблять в останній день її зйомок. Але після того, як розклад зйомок змінили і каскадери показали акторці, як потрібно все робити, її страхи розвіялись. Шрайбер теж виконав декілька трюків: відбивався від розлючених собак, мчав на автомобілі під дощем і бився з Ферроу, тримаючи на руках Дейві-Фіцпатріка. За кілька місяців до зйомок сцени з собаками актора познайомили з милим ротвейлером, який, як він подумав, і стане його партнером в цьому епізоді. Однак на зйомках Шрайбер побачив зовсім іншого пса, набагато більшого і злішого. Як тест собаці дали покусати закутану руку актора. Тварина вчепилась з такою люттю, що Лів вдарився о залізний паркан, знепритомнів і зламав ребро.
Правда це чи черговий рекламний трюк, але знімальна група запевняє, що містичні події просто оточували її роботу. Одного разу майстер візуальних ефектів Метт Джонсон вимірював відстань для сцени з воронами на задньому плані, і його лічильник показав цифру 666. Одна з ламп над знімальним майданчиком вибухнула при увімкненій камері. 6 жовтня майже половина акторів і членів знімальної групи отримали харчове отруєння, причому в їжі нічого поганого не знайшли. А коли фотограф Вінс Валітутті проявляв фотографії, він помітив, що деякі зображення актора Піта Постлетвейта перетинають туманні лінії, схожі на кинутий згори спис.